# Rabiza
En náutica, la rabiza es un tejido o trenza que se hace al extremo de un cabo para que no se descolche. 
Por lo general, esta labor va disminuyendo de grueso hasta acabar en punta, más o menos perfecta o aguda y de aquí por semejanza, se llama rabiza al extremo de toda cosa que remata en igual figura como el de la boza de este tipo. Incluso, se aplica figuradamente a la punta más saliente al mar en un arrecife, restinga, etc., al extremo o final de un chubasco o de las nubes que lo forman, etc. También se dice de aquel en que se pone el sedal en una caña de pescar. 
Cuando el tejido es más complicado y de cierta forma absolutamente semejante al rabo de una rata, toma esta denominación, es decir rabo o según otros, cola de rata.
Es también de observar que aunque en los autores y diccionarios se encuentran las voces de rabisaco y rabiseco con esta ortografía, parece que por su significado no equivalen a otra cosa que al adjetivo derivado de rabiza, ni quieren decir sino lo que tiene o remata en esta figura.